# Ted Jeffries
Theodore Lee Jeffries II (ur. 15 czerwca 1971 w Waszyngtonie) – amerykański koszykarz, występujący na pozycjach skrzydłowego oraz środkowego, po zakończeniu kariery zawodniczej trener oraz komentator koszykarski spotkań akademickich.
Wybrany w drafcie do CBA, w 1993 roku przez Hartford Hillcats z numerem 50 (4. runda).

## Osiągnięcia
NCAA
- Zwycięzca turnieju NIT (1992)[2]
- Uczestnik rozgrywek Sweet 16 turnieju NCAA (1993)
- 3-krotny uczestnik turnieju NCAA (1991–1993)
- Zaliczony do składu All-ACC Honorable Mention (1993)[3]
- Laureat nagrody – UVa's Michael McCann Leadership Award (1993)[4]
- Debiutant Roku zespołu Virginia Cavaliers (1990)[3]
- Największy Postęp zespołu Virginia Cavaliers(1991)[3]

Drużynowe
- Uczestnik rozgrywek Pucharu Saporty (1998/99)

Indywidualne
- Uczestnik:
  - meczu gwiazd Polska - Gwiazdy PLK (1999)[5]
  - meczu gwiazd ligi łotewskiej (1999)[3]
- MVP zespołu z Bamberga (1997)[3]